# Камерон (Луїзіана)
Камерон (англ. Cameron) — переписна місцевість (CDP) в США, в окрузі Камерон штату Луїзіана. Населення — 315 осіб (2020).

## Географія
Камерон розташований за координатами 29°47′43″ пн. ш. 93°17′30″ зх. д. / 29.79528° пн. ш. 93.29167° зх. д. (29.795234, -93.291578).  За даними Бюро перепису населення США в 2010 році переписна місцевість мала площу 32,64 км², з яких 29,60 км² — суходіл та 3,04 км² — водойми.

### Клімат
| Клімат : Камерон                                                         | Клімат : Камерон | Клімат : Камерон | Клімат : Камерон | Клімат : Камерон | Клімат : Камерон | Клімат : Камерон | Клімат : Камерон | Клімат : Камерон | Клімат : Камерон | Клімат : Камерон | Клімат : Камерон | Клімат : Камерон | Клімат : Камерон |
| Показник                                                                 | Січ.             | Лют.             | Бер.             | Квіт.            | Трав.            | Черв.            | Лип.             | Серп.            | Вер.             | Жовт.            | Лист.            | Груд.            | Рік              |
| Абсолютний максимум, °C                                                  | 28,9             | 26,7             | 31,1             | 33,9             | 35,6             | 36,7             | 37,8             | 39,4             | 41,1             | 36,7             | 31,1             | 27,2             | 41,1             |
| Середній максимум, °C                                                    | 15,0             | 17,2             | 21,1             | 24,4             | 27,8             | 31,1             | 32,2             | 32,2             | 30,6             | 26,1             | 21,1             | 16,7             | 24,4             |
| Середній мінімум, °C                                                     | 6,1              | 7,8              | 12,2             | 16,1             | 20,6             | 23,3             | 24,4             | 23,9             | 22,2             | 16,7             | 11,7             | 7,2              | 16,1             |
| Абсолютний мінімум, °C                                                   | −10,6            | −11,7            | −3,9             | 1,7              | 6,7              | 12,2             | 16,7             | 15,0             | 7,2              | −1,7             | −6,7             | −11,1            | −11,7            |
| Норма опадів, мм                                                         | 145              | 88               | 96               | 102              | 125              | 168              | 168              | 139              | 140              | 111              | 120              | 136              | 1538             |
| ------------------------------------------------------------------------ | ---------------- | ---------------- | ---------------- | ---------------- | ---------------- | ---------------- | ---------------- | ---------------- | ---------------- | ---------------- | ---------------- | ---------------- | ---------------- |
| Джерело: http://www.intellicast.com/Local/History.aspx?location=USLA0070 |                  |                  |                  |                  |                  |                  |                  |                  |                  |                  |                  |                  |                  |

## Демографія
Згідно з переписом 2010 року, у переписній місцевості мешкало 406 осіб у 165 домогосподарствах у складі 107 родин. Густота населення становила 12 осіб/км².  Було 205 помешкань (6/км²).
Расовий склад населення:
| - 92,4 % — білих - 2,5 % — чорних або афроамериканців - 2,0 % — корінних американців - 1,5 % — осіб інших рас |

До двох чи більше рас належало 1,7 %. Частка іспаномовних становила 2,5 % від усіх жителів.
За віковим діапазоном населення розподілялося таким чином: 20,4 % — особи молодші 18 років, 68,5 % — особи у віці 18—64 років, 11,1 % — особи у віці 65 років та старші. Медіана віку мешканця становила 42,1 року. На 100 осіб жіночої статі у переписній місцевості припадало 94,3 чоловіків;  на 100 жінок у віці від 18 років та старших — 101,9 чоловіків також старших 18 років.
Середній дохід на одне домашнє господарство  становив 74 492 долари США (медіана — 64 491), а середній дохід на одну сім'ю — 91 008 доларів (медіана — 90 781). Медіана доходів становила 64 954 долари для чоловіків та 54 792 долари для жінок. За межею бідності перебувало 8,4 % осіб, у тому числі 0,0 % дітей у віці до 18 років та 23,1 % осіб у віці 65 років та старших.
Цивільне працевлаштоване населення становило 181 особа. Основні галузі зайнятості: сільське господарство, лісництво, риболовля — 24,9 %, освіта, охорона здоров'я та соціальна допомога — 20,4 %, транспорт — 19,3 %.